# Aurélien Masson
Pour les articles homonymes, voir Masson.
Aurélien Masson, né le 19 septembre 1975 à Paris, est un éditeur français. 

## Biographie
Après des études d'histoire et de sociologie à Paris, Aurélien Masson a passé une année sabbatique en Asie du Sud-Est et en Amérique. Il est entré comme lecteur d'anglais aux éditions Gallimard auprès de Patrick Raynal, alors directeur de la « Série noire ».  
À l'automne 2002, il est embauché par Antoine Gallimard comme éditeur aux côtés de ce dernier. Après le départ négocié de Patrick Raynal, à deux ans de sa retraite, et son départ chez Fayard, Aurélien Masson est chargé de lui succéder comme directeur de la « Série noire ». Avec des auteurs comme Antoine Chainas, DOA, Frédéric Jaccaud et Benoît Minville,  il a contribué au renouveau français du polar dans les années 2000.
En 2015, il participe à la rédaction de l'ouvrage  C'est l'histoire de la Série Noire 1945-2015 (ouvrage collectif, Gallimard,  (ISBN 978-2-07-010709-4), pour les 70 ans de la Série Noire.
En juillet 2017, il quitte la Série noire et part aux Arènes créer la nouvelle collection « EquinoX ». Cette collection est arrêtée en 2023.[réf. nécessaire]
En 2024, il travaille chez Flammarion.

## Sources
- Portrait dans Libération 1er juillet 2015